# 御夫座PU
御夫座PU，又名BD+42 1239，HD 34269、SAO 40214、HR 1722，是御夫座的一颗恒星，视星等为5.48，位于銀經165.38，銀緯2.95，其B1900.0坐标为赤經5h 11m 7.1s，赤緯+42° 2.95′ 1″。